# Alejandro Witcomb
Alexander Spiers Witcomb, devenu en espagnol Alejandro Witcomb, né à Winchester (Royaume-Uni) en 1835 et mort à Buenos Aires en 1905), est un photographe, peintre et marchand d'art britannique établi en Argentine. Il émigre en 1872 à Montevideo puis à Mercedes (Uruguay) avant de se fixer en 1878 à Rosario en Argentine puis à Buenos Aires. Il photographie plusieurs présidents de la République et autres personnalités ainsi que de nombreuses scènes de la vie publique et sociale. Il laisse une collection de 500 000 à 700 000 négatifs, aujourd'hui aux Archives nationales argentines, qui constituent la plus vaste documentation photographique sur la vie du pays au XIXe siècle. 

L'Argentine vue par Ajejandro Witcomb
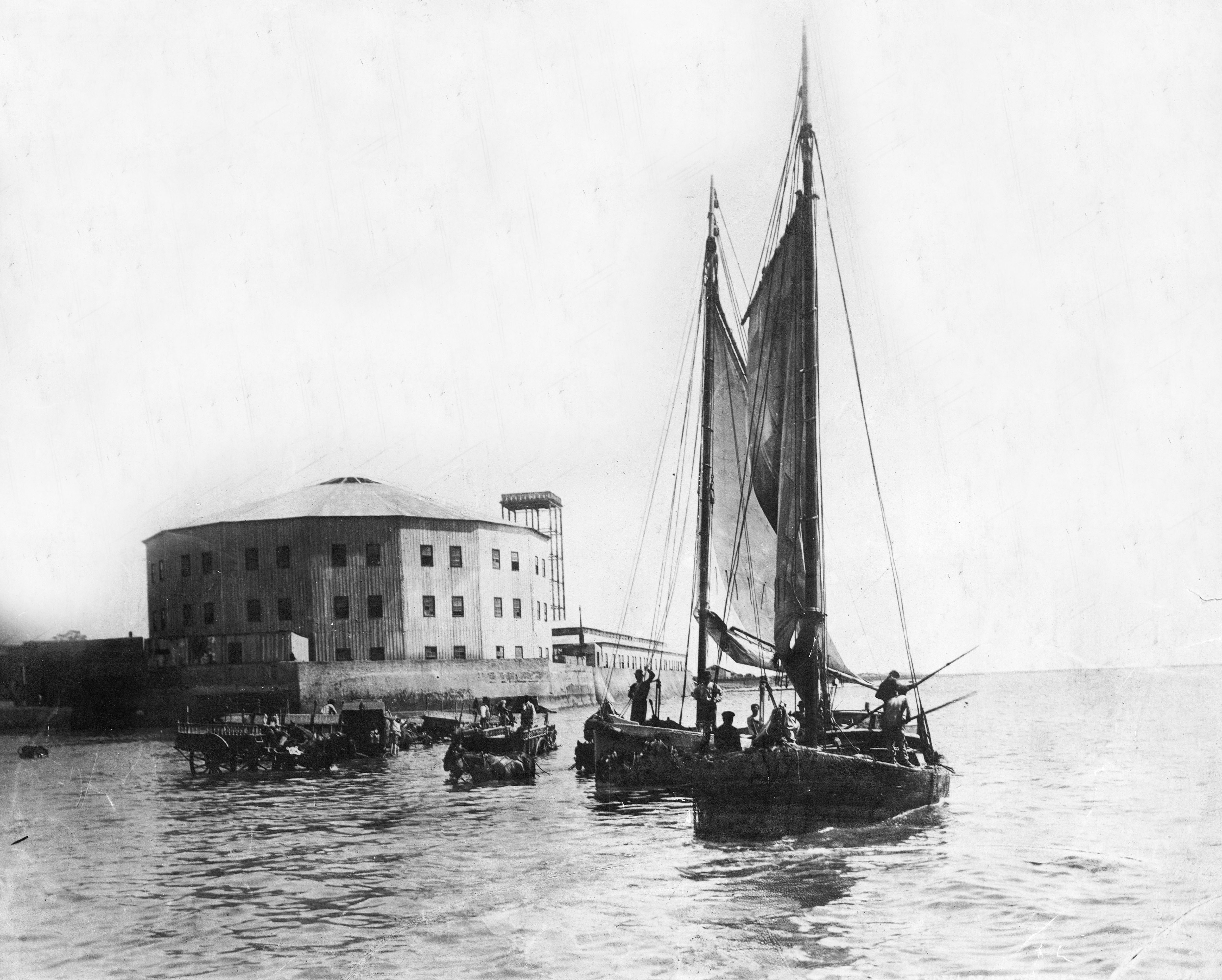
Hôtel de migrants au Retiro, Buenos Aires, en 1875.
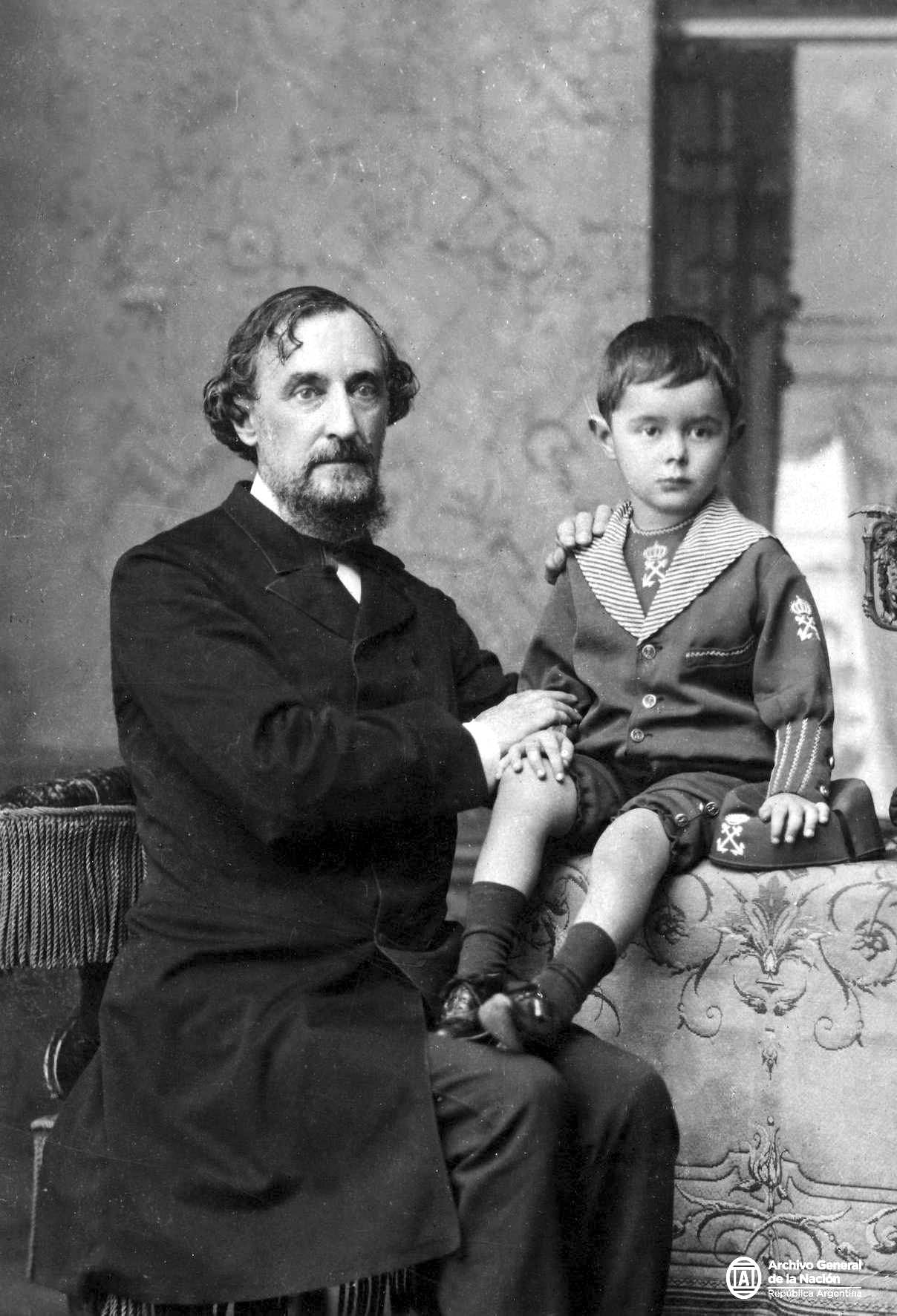
Le président Bartolome Mitre et son petit-fils en 1887.
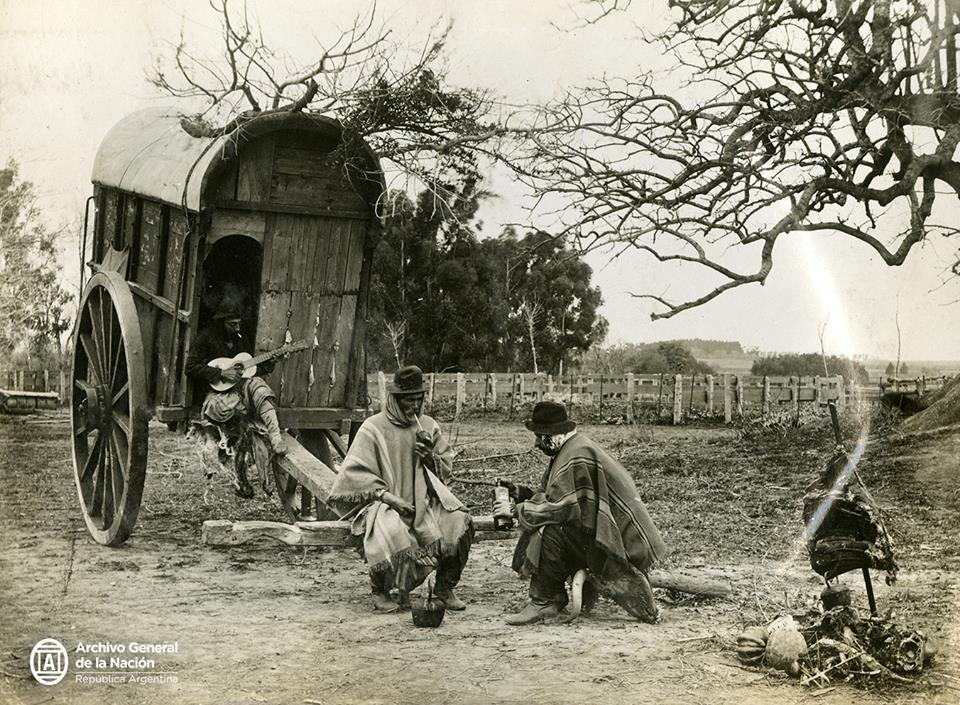
Campement de gauchos, v. 1890.
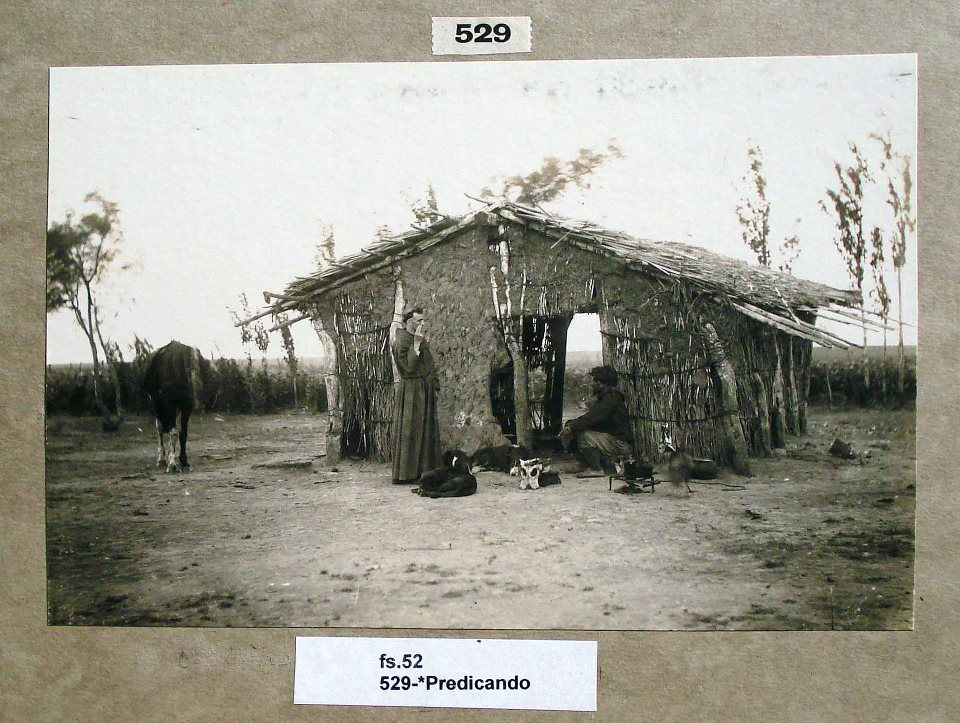
Moine visitant un paysan pauvre, v. 1890.
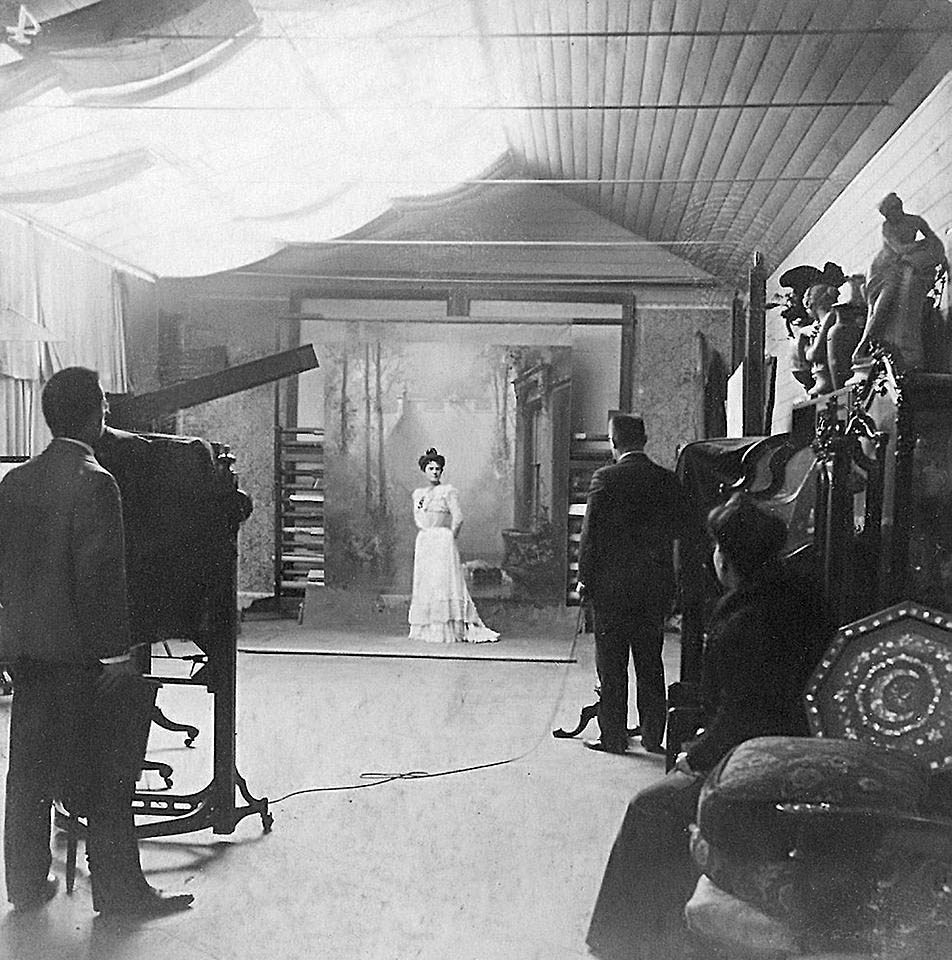
Le studio Witcomb en 1880.

La galerie d'art qu'il a fondée, au 364, rue Florida à Buenos Aires, continuée par son fils, présente 1 900 expositions jusqu'à sa fermeture en 1971 et contribue à faire connaître des artistes comme Martín Malharro, Carlos Ripamonte, Pío Collivadino, Fernando Fader, Lia Gismondi, Victoria Aguirre Anchorena (es), Julia Wernicke (es) , Léonie Matthis (es), Raquel Forner, Faustino Brughetti, Eduardo Schiaffino, etc.